# Gorontalo (langue)
Pour les articles homonymes, voir Gorontalo (homonymie).
Le gorontalo est une langue austronésienne parlée en Indonésie, dans le Nord de l'île  de Sulawesi. La langue appartient à la branche malayo-polynésienne des langues austronésiennes.

## Répartition géographique
La langue est parlée dans la province du même nom.

## Classification
Le gorontalo est une des langues gorontaliques. Celles-ci forment un des sous-groupes des langues philippines, elles-mêmes rattachées au malayo-polynésien occidental.

## Phonologie
Les tableaux présentent les phonèmes du dialecte tilamuta du gorontalo, les voyelles et les consonnes.

### Voyelles
|         | Antérieure | Centrale | Postérieure |
| ------- | ---------- | -------- | ----------- |
| Fermée  | i [i]      |          | u [u]       |
| Moyenne | e [e]      |          | o [o]       |
| Ouverte |            | a [a]    |             |

### Consonnes
|              |              | Bilabiales | alvéolaires | Vélaires | Glottales |
| ------------ | ------------ | ---------- | ----------- | -------- | --------- |
| Occlusives   | Sourde       | p [p]      | t [t]       | k [k]    | q [ʔ]     |
| Occlusives   | Sonore       | b [b]      | d [d]       | g [g]    |           |
| Fricative    | Fricative    |            | s [s]       |          | h [h]     |
| Affriquée    | Affriquée    |            |             | j [dʒ]   |           |
| Nasale       | Nasale       | m [m]      | n [n]       | ng [ŋ]   |           |
| liquide      | liquide      |            | l [l]       |          |           |
| Roulée       | Roulée       |            | r [r]       |          |           |
| Semi-voyelle | Semi-voyelle | w [w]      |             | y [j]    |           |